# Rolf-Rüdiger Weise
Rolf-Rüdiger Weise (* 9. Mai 1941 in Jena; † 2006 in Naumburg) war ein deutscher Keramiker.

## Leben und Werk
Weise absolvierte von 1957 bis 1959 eine Lehre als Maurer und besuchte dann bis 1962 in Weimar die Arbeiter- und Bauernfakultät an der Hochschule für Architektur und Bildende Kunst, wo er das Abitur erwarb. Von 1962 bis 1964 machte er eine Lehre als Töpfer und von 1964 bis 1967 arbeitete er als solcher in Dornburg bei Heiner-Hans Körting.
Ab 1967 hatte er als selbständiger Kunsthandwerker gemeinsam mit seiner Frau Margret eine Werkstatt in Bad Kösen. 1975 beteiligte er sich am Internationalen Keramiksymposium Römhild. Weise war bis 1990 Mitglied des Verbands Bildender Künstler der DDR und danach des Verbands Bildender Künstler Thüringen e. V. Ab 1993 war er Mitglied des Vorstands der Weimarer Genossenschaft Bildender Künstler Lucas Cranach.
Er hatte im In- und Ausland eine bedeutende Zahl von Einzelausstellungen und Ausstellungsbeteiligungen, u. a. 1972/1973 und 1987/1988 an der VII. und X. Kunstausstellung der DDR in Dresden.

## Einzelausstellungen (Auswahl)
- 1979: Hainchen, Galerie 926 (mit Margret Weise)
- 1982: Weimar, Galerie im Cranachhaus (mit Klaus Drechsler und Margret Weise)
- 1985: Borna, Galerie Torladen („Raku-Keramik“; mit Margret Weise)
- 1996: Weißenfels, Schloss Neu-Augustusburg („Sachsen-Anhalt Süd. Kunst an Saale, Unstrut, Elster“)